# Isachne walkeri
Isachne walkeri är en gräsart som först beskrevs av George Arnott Walker Arnott och Ernst Gottlieb von Steudel, och fick sitt nu gällande namn av Robert Wight, George Arnott Walker Arnott och George Henry Kendrick Thwaites. Isachne walkeri ingår i släktet Isachne och familjen gräs. Inga underarter finns listade i Catalogue of Life.